# 後藤雅洋
後藤 雅洋（ごとう まさひろ、1947年 - ）は、日本のジャズ評論家、ジャズ喫茶「いーぐる」店主。

## 略歴
東京都生まれ。中等部から慶應義塾で学ぶ。慶應義塾大学商学部在学中の1967年、四谷にジャズ喫茶「いーぐる」を開店、現在も営業を続けている。1988年『ジャズ・オブ・パラダイス』を上梓以来、ジャズ評論でも著書多数。「いーぐる」の常連客には村井康司、杉田宏樹、林建紀、高野雲などのジャズ評論家が多数いることから同店は「ジャズ道場」としても知られている。

## 著作

### 著書
- 『ジャズ・オブ・パラダイス』JICC出版局〈宝島collection〉、1988年7月。のち講談社〈講談社+α文庫〉、1994年2月。
- 『ジャズの名演・名盤』講談社〈講談社現代新書〉、1990年11月
- 『ジャイアンツ・オブ・ジャズ』JICC出版局、1991年9月。のち改題・文庫化『天才たちのジャズ』宝島社〈宝島社文庫〉、2002年6月。
- 『Jazz百番勝負 ジャズを本気で愛するための100枚100曲』講談社〈講談社SOPHIA BOOKS〉、1998年12月
- 『ジャズ完全入門！』宝島社〈宝島社新書〉、2000年7月
- 『新ジャズの名演・名盤』講談社〈講談社現代新書〉、2001年4月
- 『マイルスからはじめるJAZZ入門』彩流社〈オフサイド・ブックス〉、2002年6月。のち増補版、2008年10月
- 『ジャズ喫茶のオヤジはなぜ威張っているのか』河出書房新社、2003年3月
- 『ジャズ選曲指南：秘伝「アルバム4枚セット」聴き』彩流社〈オフサイド・ブックス〉、2004年11月
- 『ジャズ・レーベル完全入門』河出書房新社、2005年2月。のち増補版、2012年1月。
- 『ジャズ喫茶四谷「いーぐる」の100枚』集英社〈集英社新書〉、2007年12月
- 『ジャズ喫茶リアル・ヒストリー』河出書房新社、2008年12月
- 『一生モノのジャズ名盤500』小学館〈小学館101新書〉、2010年8月
- 『ジャズ耳の鍛え方』NTT出版ライブラリーレゾナント、2010年12月
- 『厳選500：ジャズ喫茶の名盤』小学館〈小学館新書〉、2015年12月
- 『一生モノのジャズ・ヴォーカル名盤５００』小学館〈小学館新書〉、2020年1月

### 共編著（対談）
- 寺島靖国との共著『Modern jazz：名曲！名演！ 心が弾むファンキー・ナイト』講談社〈講談社CDブックス〉、1990年5月
- 『ジャズ解体新書：後藤雅洋・対談集』JICC出版局編、JICC出版局、1992年5月
- 斎藤実、杉田宏樹、佐藤良平、中山康樹との共著『マイルス・デイヴィス』東京FM出版〈地球音楽ライブラリー〉、2002年10月
- 『JAZZ“名盤”入門！：100人のジャズジャイアンツ』中山康樹、村井康司との共編、宝島社〈別冊宝島〉、2003年7月。
のち改訂・新書化『JAZZ“名盤”入門！』宝島社〈宝島社新書〉、2006年3月。
- 中山康樹、村井康司との共著『JAZZ“名演”ザ・ベストCD』宝島社〈別冊宝島〉、2004年4月
- 『さわりで覚えるジャズの名曲25選』編著、樂書舘、2004年11月
  - 『さわりで覚えるジャズの名曲25選 No.2』編著、樂書舘、2005年10月
- 中山康樹、村井康司との共著『ジャズ構造改革：熱血トリオ座談会』彩流社、2006年2月
- 『さわりで覚えるジャズ・ヴォーカルの名曲25選：初めてのジャズにハマる！』編著、樂書舘、2006年2月
- 『JAZZ“名曲”入門！：100名曲を聴く名盤340枚』中山康樹、村井康司との共編、宝島社、2007年4月
- 中山康樹、村井康司との共著『白熱Miles鼎談 ガチンコ勝負!!!!』プリズム〈プリズム・ペーパーバックス〉、2008年10月
- 村井康司、柳樂光隆との共著『100年のジャズを聴く』シンコーミュージック、2017年11月